# Jugulator
Jugulator è il tredicesimo album in studio del gruppo musicale britannico Judas Priest, pubblicato il 28 ottobre 1997 dalla CMC International.

## Descrizione
Dopo l'addio di Rob Halford e l'arrivo di Ripper Owens, i Judas Priest si rimettono al lavoro in studio e producono questo album, che divide apertamente i fan della band. L'album presenta caratteristiche ancora più aggressive del precedente Painkiller, le canzoni diventano più lunghe e complesse, la band si discosta parzialmente dall'heavy metal classico per sperimentare altri sottogeneri, come lo speed metal (già presente in Painkiller) e il thrash metal. Il disco non ebbe un grande successo di vendite, ma fu comunque considerato un album discreto dai fans, grazie a canzoni come Blood Stained, Death Row, Burn in Hell e Cathedral Spires.

## Tracce
Testi e musiche di Glenn Tipton e K. K. Downing.
1. Jugulator – 5:50
2. Blood Stained – 5:26
3. Dead Meat – 4:44
4. Death Row – 5:04
5. Decapitate – 4:39
6. Burn in Hell – 6:42
7. Brain Dead – 5:24
8. Abductors – 5:51
9. Bullet Train – 5:11
10. Cathedral Spires – 9:17

## Formazione
- Ripper Owens – voce
- Glenn Tipton – chitarra
- K. K. Downing – chitarra
- Ian Hill – basso
- Scott Travis – batteria